# Seznam rakouských fotografek

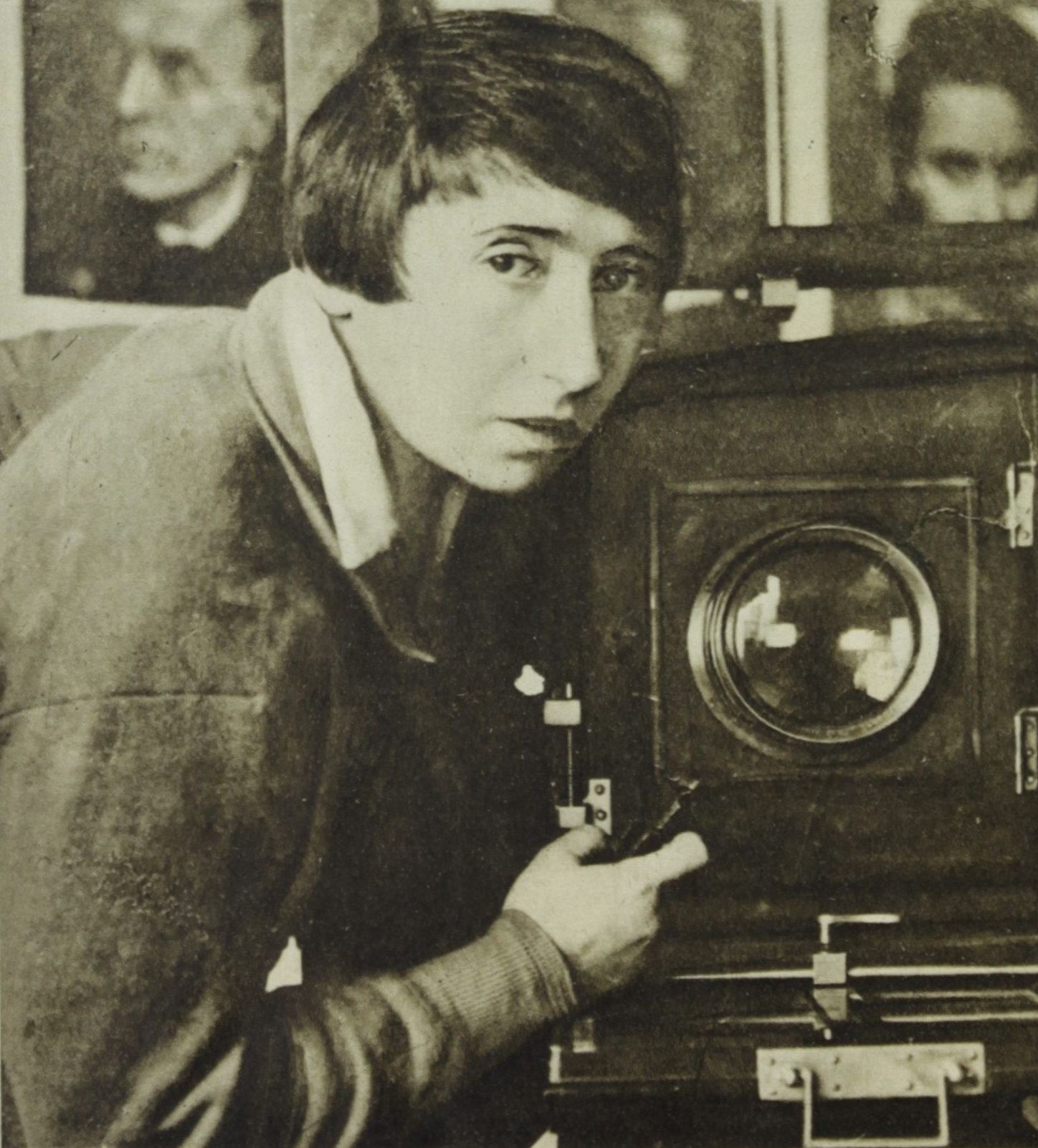
Trude Fleischmannová

Toto je seznam rakouských fotografek, které se v Rakousku narodily nebo jejichž díla jsou s touto zemí úzce spojena.

## A

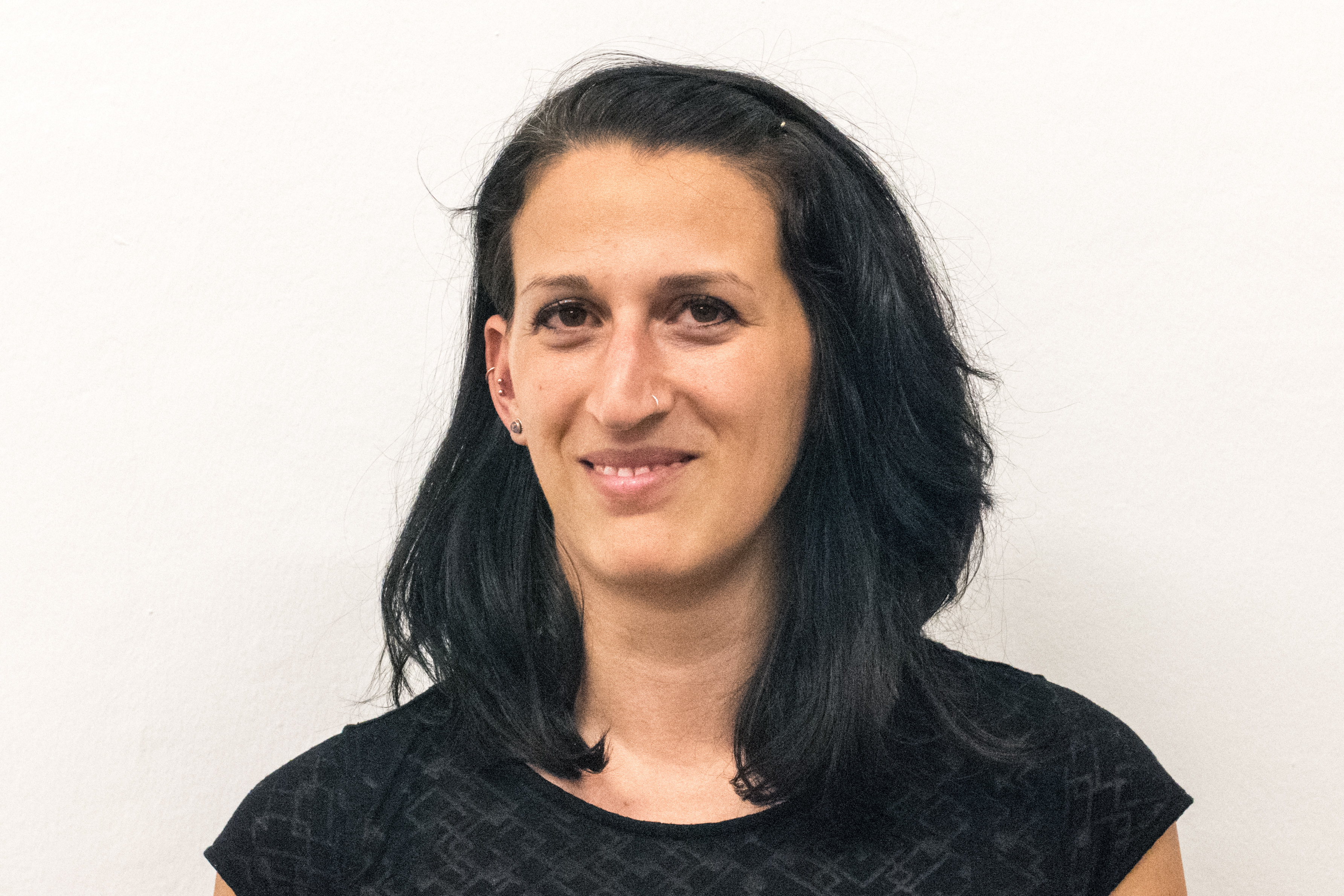
Elisa Andessner (* 1983)

- Ela Angerer (* 1964)
- Elisa Andessner (* 1983)

## B
- Emma Bacher-Paulick (1868-1953)
- Edith Barakovichová (1896-1940) společenská, portrétní a módní fotografka, portréty Richarda Strausse, Felixe Saltena, nebo Alexandra Lernet-Holenia
- Lillian Barylli-Fayer (1917-2014)
- Krista Beinstein (* 1955)
- Rita Bertolini (1966–2017)
- Sabine Bitter (* 1960)
- Irene Blahy (1888–1975)
- Eva Brunner-Szabo (1961-2012)
- Claire Beck Loos‎ (Klára Loosová) viz níže
- Sara Bubna‎ (* 1973)

## C

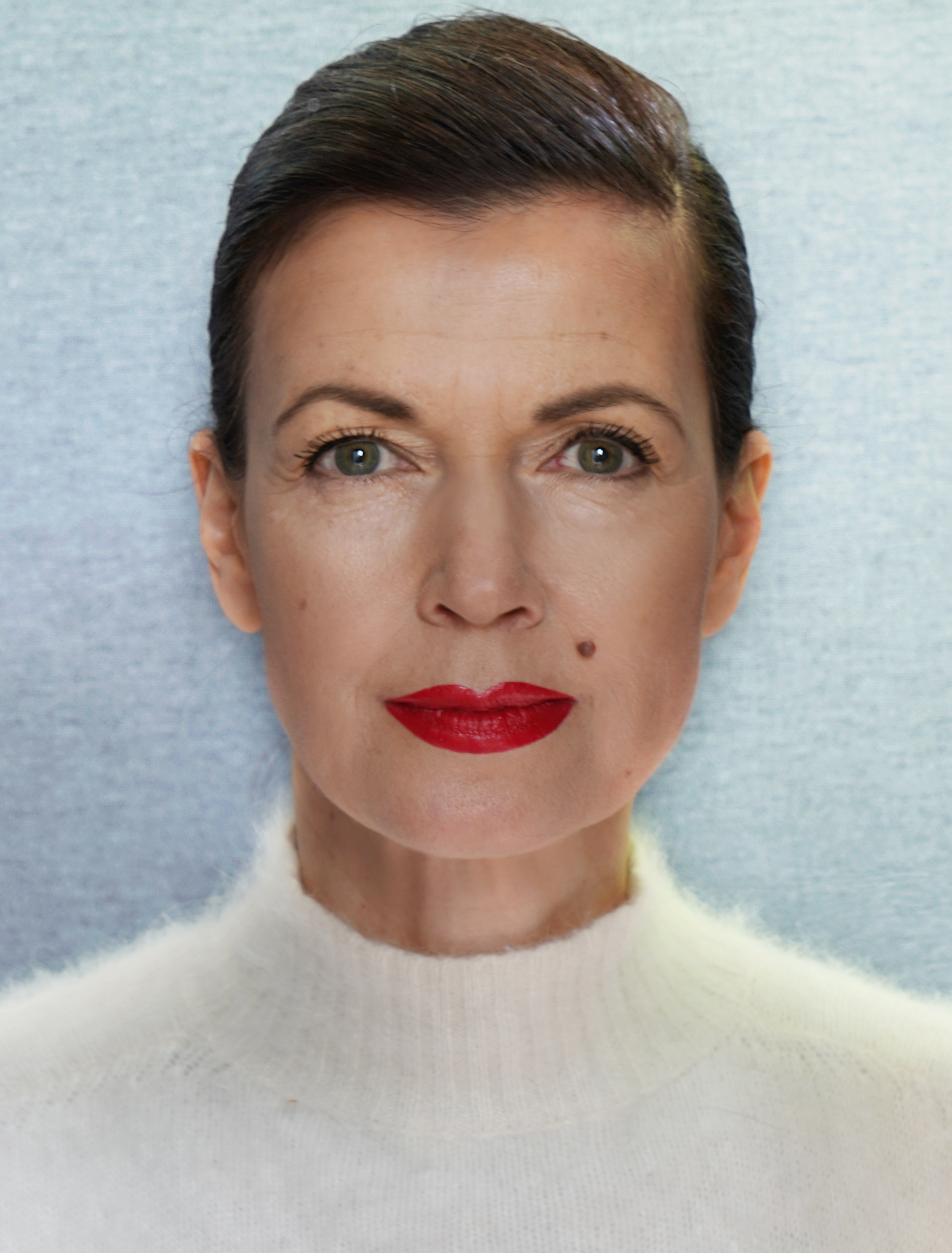
Theres Cassini‎

- Theres Cassini‎ (* 1960)
- Elisabeth Czihak (* 1966)

## D
- Carola Dertnig (* 1963), umělkyně a profesorka v oborech performance, videoumění, obrazové umění a fotografie
- Gerti Deutsch (1908–1979), britská fotografka rakouského původu, přispívala do Picture Post
- Alisa Douer (* 1943)
- Ines Doujak (* 1959)

## E
- Valie Export (* 1940), výtvarnice, fotografka, performerka, filmařka a vysokoškolská pedagožka

## F
- Sissi Farassat (* 1969)
- Marina Faustová (* 1950), aktivní od roku 1974, výtvarnice, fotografka
- Martha Fein‎ (1894–1942)
- Pepa Feldscharek‎ (* 1899)
- Trude Fleischmannová (1895–1990), společenská fotografka, podnikající v New Yorku od roku 1940
- Gustl French (1909–2004), rakousko-americká grafička a fotografka
- Magdalena Frey (* 1963) fotografka a videoumělkyně

## G
- Dorothee Golz (* 1960)
- Verena Gotthardt (* 1996)
- Birgit Graschopf (* 1978)
- Tamara Grcic (* 1964)

## H
- Ilse Haider‎ (* 1965)
- Pauline Kruger Hamiltonová (1870–1918) americká fotografka, která působila jako dvorní fotografka ve Vídni

## Ch
- Lucca Chmel (1911–1999)

## J
- Birgit Jürgenssen (1949–2003), fotografka, malířka, pedagožka, specializující se na ženský body art
- Rosa Jenik‎ (1853–1913), dvorní fotografka aktivní ve Vídni

## K
- Dora Kallmusová (1881–1963), módní a portrétní fotografka
- Hella Katz (1899–1981), židovská fotografka portrétů a instruktorka fotografie
- Grete Kolliner (1892–1933)
- Renate Kordon (* 1952)
- Friedl Kubelka (* 1946), fotografka, filmařka
- Elke Krystufek (* 1970), multidisciplinární umělkyně, známá svou provokativní a často autobiografickou tvorbou, zkoumá témata identity, sexuality a ženského těla. Zabývá se malbou, fotografií, videem, koláží, kresbou, performancemi a zvukem.

## L
- Klára Loosová (1904–1942), židovská fotografka českého původu aktivní ve Vídni, zemřela v koncentračním táboře v Rize

## M

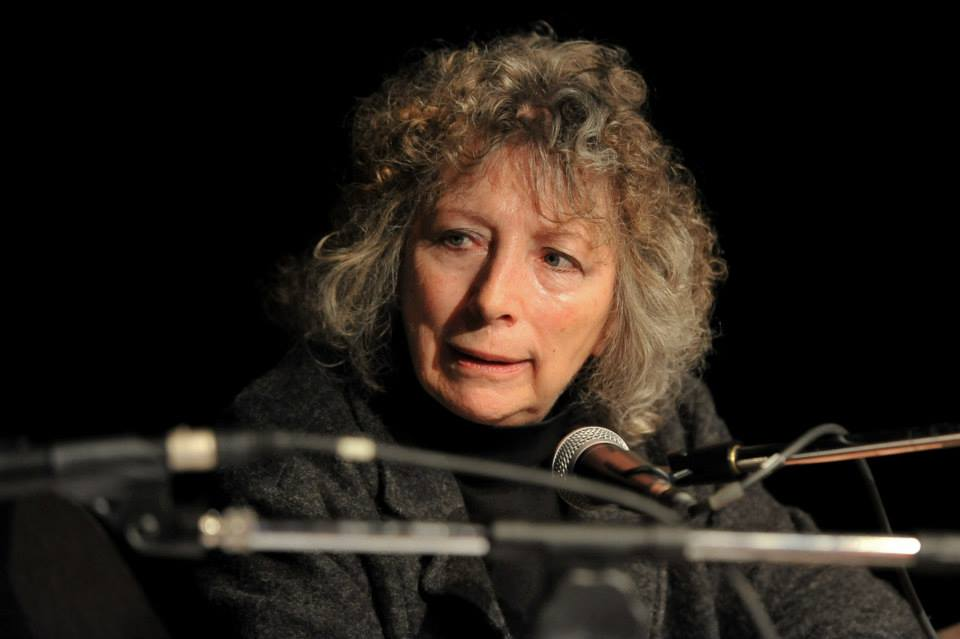
Elfi Mikesch, 2013

- Charlotte Mandl‎ (1855-1907), rakouská amatérský fotografka
- Dorit Margreiter (* 1969)
- Lotte Meitner-Grafová (1899–1973), portrétistka fotografující černobíle
- Margaret Michaelis-Sachsová (1902–1985), rakousko-australská fotografka, portrétistka, krajinářka v Barceloně a Krakově
- Elfriede Mejchar (1924–2020)
- Veronika Bohrn Mena (* 1986)
- Elfi Mikesch‎ (* 1940), německo-rakouská fotografka
- Maria Mizzaro (1925–2009)
- Lisette Model‎ová (1901–1983) americká portrétní fotografka rakouského původu, je řazena k takzvané „Newyorské škole fotografie“
- Inge Morathová (1923–2002), rakousko-americká fotografka, pracovala pro Magnum Photos
- Stefanie Moshammer (* 1988)

## O
- ONA B. (Susanne Kibler)

## P
- Eva M. Paar (* 1977)
- Christiane Peschek (* 1984), umělkyně, fotografka a spisovatelka, zvukové instalace, hudební performance, vztah mezi tělem a obrazovkou
- Adele Perlmutter (1845–1941)

## R
- Brigitte Aloise Roth (* 1951)

## S
- Eva Schlegel (* 1960)
- Christiane Spatt (* 1966)

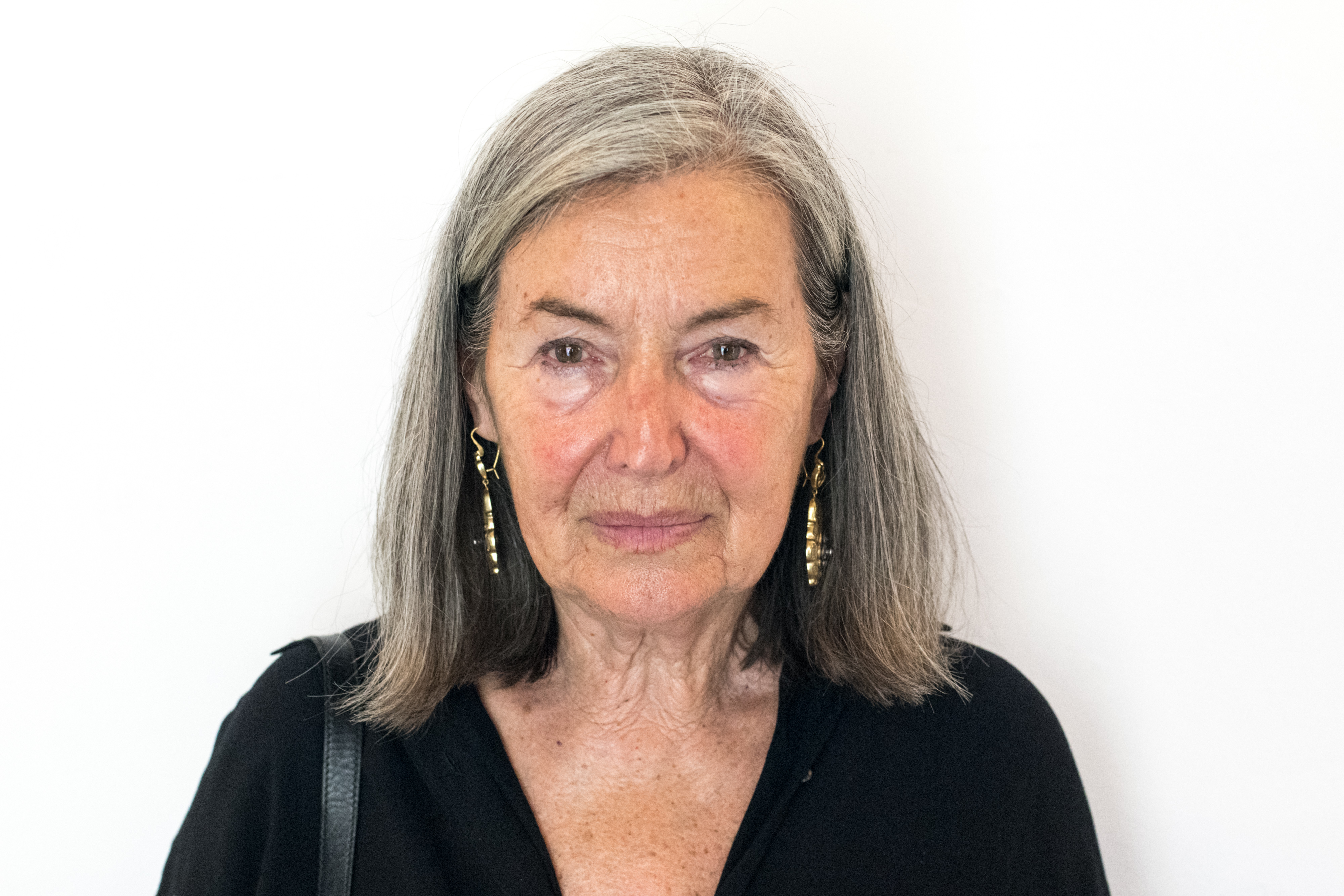
Elfie Semotan, 2019

- Julia Spicker (aktivní od roku 2009), portrétní a módní fotografka
- Margherita Spiluttini (1947–2023), architektonická fotografka
- Marianne Stroblová (1865–1917) rakouská fotografka původem z Čech, průkopnice průmyslové fotografie v Rakousku-Uhersku, dokumentovala městskou infrastrukturu, staveniště, plynojemy, interiéry a také lodě
- Katharina Struber (* 1967)
- Elfie Semotan‎ (* 1941)
- Hanna Schimek (* 1948), umělkyně a fotografka

## T
- Marie Karoline Tschiedel (1899–1980), fotografka s  ateliérem ve Vídni
- Edith Tudor-Hart (1908–1973), rakousko-britská fotografka a agentka sovětské KGB

## W

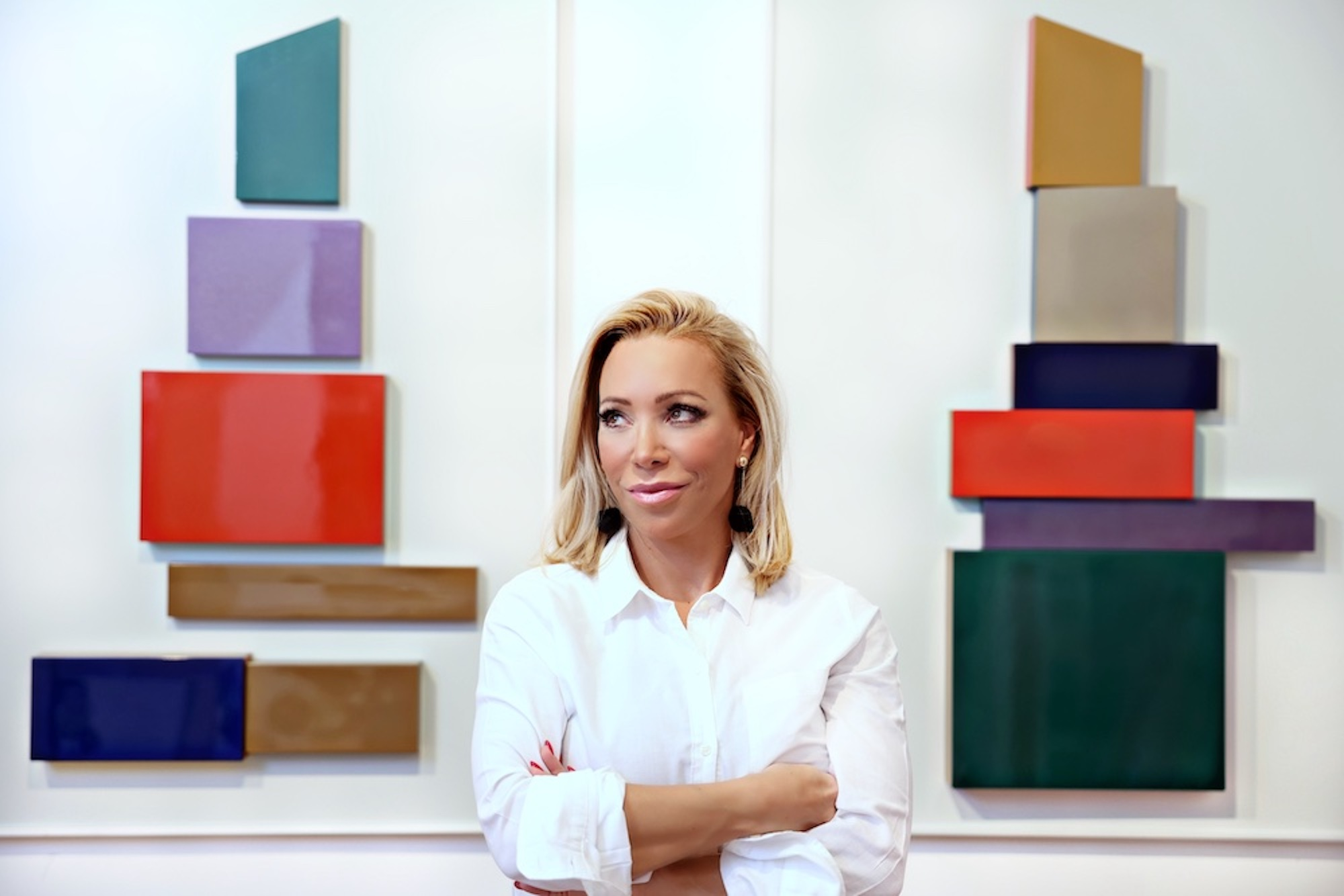
Sabine Wiedenhofer (* 1974)

- Margret Wenzel-Jelinek (* 1932), fotografka a malířka
- Sabine Wiedenhofer  (* 1974)

## Z
- Amelie Zadeh (* 1985)
- Zazie (umělkyně) (Evi Moechel)